# Chatchai Nakwichit
Chatchai Nakwichit (thailändisch ฉัตรชัย นาควิจิตร; * 13. September 1988 in Sukhothai) ist ein thailändischer Fußballspieler.

## Karriere
Chatchai Nakwichit erlernte das Fußballspielen in der Schulmannschaft der Ratwinit Bangkaeo School in Samut Prakan. Seinen ersten Profivertrag unterschrieb er 2007 in Bangkok beim Erstligisten BEC Tero Sasana FC. Die Saison 2007 sowie die Rückserie 2008 wurde er an den damaligen Drittligisten Muangthong United ausgeliehen. Mit dem Club wurde er 2007 Meister und stieg in die Zweite Liga, der Thai Premier League Division 1, auf. 2009 ging er nach Chiangrai und schloss sich dem damaligen Drittligisten Chiangrai United an. Hier wurde er 2009 ebenfalls Meister. 2013 lieh ihn der Drittligist Chiangmai FC aus. Auch hier wurde er Meister. 2015 wurde er von Chiangmai FC fest verpflichtet. 2017 wechselte er zum ebenfalls in Chiangmai beheimateten JL Chiangmai United FC. Hier feierte er zweimal die Meisterschaft. 2017 wurde er Meister der Thai League 4 – Region North und stieg somit in die Dritte Liga, der Thai League 3, auf. Nach der Meisterschaft in der Dritten Liga 2018 stieg er wieder in die Zweite Liga, der Thai League 2, auf. Nach dem Aufstieg verließ er den Club und schloss dich dem Drittligisten Koh Kwang FC aus Chanthaburi an. Mit dem Verein, der in der Thai League 4 in der Eastern Region spielte, wurde er 2019 Vizemeister. Nach 27 Spielen und 19 Toren wechselte er Anfang 2020 zum Phitsanulok FC. Der Verein aus Phitsanulok spielte ebenfalls in der vierten Liga, in der Northern Region. Nach zwei Spieltagen wurde die Liga wegen der COVID-19-Pandemie unterbrochen. Während der Unterbrechung beschloss der Verband, dass man nach Wiederaufnahme des Spielbetriebs die dritte und die vierte Liga zusammenlegen wird. Phitsanulok startete nach Wiederaufnahme des Spielbetriebs in der dritten Liga. Hier trat man ebenfalls in der Northern Region an. Zu Beginn der Saison 2021/22 wechselte er zum ebenfalls in der dritten Liga spielenden Uttaradit FC. Mit dem Klub aus Uttaradit spielte er ebenfalls in der Northern Region. Nach drei Spielzeiten wechselte er im Sommer zu seinem ehemaligen Verein, den ebenfalls in der Northern Region spielenden Phitsanulok FC. Nach 17 Ligaspielen wurde er im Sommer 2024 vom Ligakonkurrenten Northern Nakhon Mae Sot United FC unter Vertrag genommen. Für den Drittligisten aus Mae Sot bestritt er 17 Ligaspiele. Nach einer Spielzeit wechselte er im August 2025 zum Zweitligisten Chiangmai United FC.

## Erfolge
Muangthong United
- 2007 – Regional League Division 2 – Sieger

Chiangrai United
- 2009 – Regional League Division 2 – Sieger

Chiangmai FC
- 2013 – Regional League Division 2 – Sieger

JL Chiangmai United
- 2017 – Thai League 4 – Sieger
- 2018 – Thai League 3 – Sieger

Koh Kwang FC
- 2019 – Thai League 4 – Eastern Region – Vizemeister

## Auszeichnungen
- Torschützenkönig

2017 – Thai League 4 – Northern Region – 17 Tore (JL Chiangmai United FC)
2018 – Thai League 3 – Lower Region – 18 Tore (JL Chiangmai United FC)
2019 – Thai League 4 – Eastern Region – 19 Tore (Koh Kwang FC)